# Alsóturcsek
Alsóturcsek (szlovákul Dolný Turček, németül Unter-Turz) Turcsek településrésze, korábban önálló falu Szlovákiában, a Zsolnai kerületben, a Stubnyafürdői járásban. 2001-ben Turcsek 716 lakosából 603 szlovák és 93 német volt.

## Fekvése
Körmöcbányától 7 km-re északra fekszik, ma Turcsek északnyugati részét képezi.

## Története
1371-ben "Thurczia Inferior" néven említik először. 1442-ben "Niderturcz", 1502-ben "Turtsek" néven említik a források. A körmöcbányai Stobor János birtoka volt, majd 1502-től Körmöcbánya városáé, a 19. században a kincstár birtoka. 1784-ben 42 házában 515 lakos élt. 1828-ban 49 házában 550 lakosa volt.
Lakói szénégetéssel, bányászati eszközök készítésével, fűrészeléssel foglalkoztak. A molnárok céhe a 19. században alakult.
Vályi András szerint "Alsó, Felső Turcsek. Két tót falu Túrócz Várm. földes Urok Körmöcz Bánya Városa, lakosaik katolikusok, és másfélék is, fekszenek Berghez közel, mellynek filiáji; földgyeik soványak, káposztájok, ’s tormájok nevezetes; itten veszi Túrócz vize eredetét, melly a’ határjában lévő hegynek tövéből ered."
Fényes Elek szerint "Turcsek (Alsó), német falu, Thurócz vmegyében, Bars vmegye határszélén: 505 kath. lak. Fürészmalom; roppant erdőség. F. u. Körmöcz városa, s ez ut. p."
1910-ben 765, túlnyomórészt német lakosa volt. A trianoni békeszerződésig Turóc vármegye Stubnyafürdői járásához tartozott, ezután a csehszlovák állam része lett. Lakói erdei munkákkal és fafeldolgozással foglalkoztak. 1945 után német lakosságát kitelepítették, helyükre szlovákok költöztek.

## Nevezetességei
Kápolnája 1901-ben épült neogótikus stílusban a korábbi kápolna helyén.